# Saccharomyces carlsbergensis
Der Hefepilz Saccharomyces carlsbergensis wird zum Brauen von untergärigen Lagerbieren verwendet („untergärige Hefe“, auch Lager-Hefe) und wurde nach der großen dänischen Brauerei Carlsberg benannt, findet aber auch im wissenschaftlichen Bereich, zum Beispiel bei der Untersuchung von Teilprozessen der Glykolyse mit neuen Verfahren Verwendung.
In neueren Publikationen wird stattdessen meist der Name Saccharomyces pastorianus verwendet, der bereits 1870 von Max Rees aus Wiesloch, Professor der Botanik an der Universität Erlangen, zu Ehren von Louis Pasteur vorgeschlagen wurde.

## Geschichte
Der Sohn des Gründers, Jacob Christian Jacobsen, der unter anderem Louis Pasteur zu seinen Freunden und Kollegen zählen konnte, hat 1875 ein Labor in der väterlichen Brauerei eingerichtet, aus dem später das Carlsberg-Forschungszentrum entstand. In diesem Labor isolierte Emil Christian Hansen 1883 die erste Hefezelle.
Der von Carlsberg verwendete untergärige Hefestamm wurde von der Spaten-Brauerei in München bezogen.
Noch heute werden in Brauereien Hefereinzuchten in den sogenannten „Carlsberg-Kolben“ herangezogen.

## Abstammung
Die untergärige Hefe ist schon lange als Hybrid zwischen der Art Saccharomyces cerevisiae und einer anderen Saccharomyces-Art bekannt, zumindest seit 1850. Das Genom von Saccharomyces carlsbergensis ist bis zu 60 % größer als das von Saccharomyces cerevisiae, da hier Teile zweier Genome enthalten sind. Zunächst wurde angenommen, Saccharomyces carlsbergensis sei ein Hybrid aus Saccharomyces cerevisiae und Saccharomyces bayanus, wegen phänotypischer und genomischer Ähnlichkeiten zu beiden Arten. Dabei sollte der größte Teil des Genoms von Saccharomyces bayanus stammen. Neuerdings wird aber als Partner von Saccharomyces cerevisiae die 2011 neu entdeckte Art Saccharomyces eubayanus angenommen, die im Gegensatz zu Saccharomyces bayanus natürlich vorkommt. Diese neue Art wurde zunächst in Argentinien (Nordpatagonien) gefunden. Der nicht von Saccharomyces cerevisiae stammende Teil des Genoms der untergärigen Hefe ist dabei zu 99 % identisch mit dem Genom von Saccharomyces eubayanus. Damit ist die Herkunft der untergärigen Hefe als Hybrid Saccharomyces eubayanus x Saccharomyces cerevisiae (Saccharomyces pastorianus syn. Saccharomyces carlsbergensis) mit großer Sicherheit identifiziert.
Die neue Art Saccharomyces eubayanus wurde seitdem auch in Ostasien (Tibet/Sichuan) gefunden, sowie im US-amerikanischen Bundesstaat Wisconsin.

## Innere Systematik
Von der untergärigen Hefe haben zwei Typen Bedeutung, die nach den jeweiligen Herkunfts-Orten bzw. -Brauereien bezeichnet werden (nach Paul Lindner 1909):
- Typ 1: Saaz (Pilsner Urquell, Budweiser Budvar,[16] Carlsberg, Spaten[17])
- Typ 2: Frohberg[18][19][20][21] (Heineken, Oranjeboom,[16] Weihenstephan[17])

Dabei fermentieren Hefe-Stämme vom Typ Saaz üblicherweise schneller und bei kälteren Temperaturen, während die vom Typ Frohberg viel eher zum Schwächeln neigen.
Genom-Analysen ergaben 2014, dass der Saaz-Typ triploid ist und neben zwei Chromosomensätzen von Saccharomyces eubayanus nur einen von Saccharomyces cerevisiae hat. Insbesondere gilt das für die beiden Saaz-Stämme CBS 1513 (Typus für Saccharomyces carlsbergensis) und CBS 1503 (früher auch als Saccharomyces monacensis bezeichnet).
Der Frohberg-Typ ist dagegen tetraploid (‚echter Hybrid‘) und beinhaltet fast das gesamte Genom beider Eltern-Spezies. Hierzu gehören die Stämme Weihenstephan WS 34/70 und der Typus-Stamm von Saccharomyces pastorianus CBS 1538.
Diese Ergebnisse erklären die Beobachtung, dass das Gärungsverhalten des Saaz-Typus mehr dem von Saccharomyces eubayanus ähnelt, das des Frohberg-Typus mehr dem von Saccharomyces cerevisiae.
Zunächst war unklar, ob der Saaz-Typ zu einem frühen Zeitpunkt aus dem Frohberg-Typ durch Genom-Reduktion hervorging
oder ob jeder der beiden Typen aus einem eigenen Hybridisierungs-Ereignis hervorging.
Inzwischen scheint klar zu sein, dass beide Typen bereits vor etwa 1000 Jahren durch unabhängige Hybridisierungsereignisse entstanden sind.
Damit wäre S. pastorianus (synonym S. carlsbergensis) polyphyletisch, womit sich die Frage stellt, ob nicht beide Typen unterschiedliche Artbezeichnungen tragen müssten:
Nach den Typus-Stämmen etwa Saccharomyces carlsbergensis für den Saaz-Typ und Saccharomyces pastorianus für den Frohberg-Typ.

## Neue Hybridisierungen
Durch Identifizierung der klassischen Lager-Hefe als ein Hybrid und ihrer beiden Elternspezies ist es möglich geworden, durch Hybridisierung verschiedener Linien von S. eubayanus einerseits und S. cerevisiae andererseits neue Linien untergäriger Hefe („Lager-Hefe“) zu erzeugen, und so die bisher vergleichsweise geringe Sortenvielfalt der untergärigen Biere auszuweiten. Näheres siehe Untergärige Hefe §Ausblick.